# Chikkadalavatta, Madhugiri
Chikkadalavatta là một làng thuộc tehsil Madhugiri, huyện Tumkur, bang Karnataka, Ấn Độ.